# Sonnino
Sonnino är en ort och kommun i provinsen Latina i regionen Lazio i Italien. Kommunen hade 7 558 invånare (2018).